# Компас (созвездие)
Компас (лат. Pyxis, Pyx) — созвездие южного полушария неба. Занимает на небе площадь в 220,8 квадратного градуса, содержит 43 звезды, видимые невооружённым глазом. На территории России полностью наблюдается в южных районах, а также на юге центральных. Лучшее время года для наблюдения — февраль-март.

## История
Новое созвездие. На старинных небесных атласах на месте Компаса обычно располагалась мачта созвездия Корабль Арго, которая не выделялась как специальная часть Корабля.
Введено Лакайлем в 1754 году под названием «Компас мореплавателя» в память о морском путешествии в Африку, где астроном в 1750—1754 проводил наблюдения по поручению парижской Академии наук. Позже Лакайль присоединил его к трём созвездиям — Киль, Корма и Паруса, — на которые предложил в 1756 году разделить старое большое созвездие Корабль Арго.
Наличие компаса на корабле греческой мифологии является анахронизмом, поскольку компас не существовал в древнегреческий период и был изобретён значительно позже.
В 2011 году в созвездии Компаса в карликовой галактике Henize 2−10 (Hen 2-10) в 30 млн световых лет от Солнца нашли активную сверхмассивную чёрную дыру массой 3⋅106M⊙ при массе самой галактики 1⋅1010M⊙.